# Modern Family
Modern Family är en amerikansk komediserie skapad av Christopher Lloyd och Steven Levitan. Serien hade premiär på ABC den 23 september 2009. Programmet hade premiär på Sky 1 den 15 oktober 2009 och  på TV4 den 16 april 2010. Serien skulle egentligen sändas i tio säsonger, men sändes i elva säsonger och avslutades 2020.

## Handling
I programmet följer man Jay Pritchett (Familjen Delgado–Pritchett), hans dotter Claire Dunphy (Familjen Dunphy) och sonen Mitchell Pritchett (Familjen Pritchett-Tucker) som alla bor i Los Angeles. Mamman till barnen är Dede Pritchett, Jays tidigare fru. Jay är idag gift med Gloria Delgado Pritchett, och tillsammans har de sonen Joe Pritchett. Gloria har sedan tidigare sonen Manny tillsammans med Javier Delgado.  
Claire Dunphy var en hemmafru men sedan tog hon över sin pappas företag, "Pritchett's Closets and Blinds". Hon är gift med Phil Dunphy. Tillsammans har de har tre barn; Haley, Alex och Luke. 
Mitchell Pritchett är gift med Cameron Tucker, och de har tillsammans adopterat Lily Tucker-Pritchett från Vietnam.

## Avsnitt
Huvudartikel: Lista över avsnitt av Modern Family
| Säsong | Säsong | Avsnitt           | Sändningsdatum    | Sändningsdatum    | DVD/Blu-ray releasedatum | DVD/Blu-ray releasedatum  | DVD/Blu-ray releasedatum | DVD/Blu-ray releasedatum |
| Säsong | Säsong | Avsnitt           | Säsongspremiär    | Säsongsavslutning | Region 1                 | Region 2 (Storbritannien) | Region 2 (Sverige)       | Region 4                 |
| ------ | ------ | ----------------- | ----------------- | ----------------- | ------------------------ | ------------------------- | ------------------------ | ------------------------ |
|        | 1      | 1-4               | 23 september 2009 | 14 oktober 2009   |                          |                           | 9 juni 2010              |                          |
| 1-24   | 1      | 23 september 2009 | 19 maj 2010       | 21 september 2010 | 4 oktober 2010           | 6 januari 2011            | 3 november 2010          |                          |
|        | 2      | 25-48             | 22 september 2010 | 25 maj 2011       | 20 september 2011        | 5 september 2011          | 4 april 2012             | 21 september 2011        |
|        | 3      | 49-72             | 21 september 2011 | 23 maj 2012       | 18 september 2012        | 1 oktober 2012            | 5 juni 2013              | 10 oktober 2012          |
|        | 4      | 73-96             | 26 september 2012 | 22 maj 2013       | 24 september 2013        | 1 oktober 2013            | 11 december 2013         | 6 november 2013          |
|        | 5      | 97-120            | 25 september 2013 | 21 maj 2014       | 23 september 2014        | 15 september 2014         | 15 oktober 2014          | 17 september 2014        |
|        | 6      | 121-144           | 24 september 2014 | 20 maj 2015       |                          |                           |                          |                          |

## Utmärkelser
Programmet nominerades 2009 till en Golden Globe och har under 2010 två gånger vunnit Writers Guild of America Award och en gång Peabody Award och Directors Guild of America Award.
På Primetime Emmy Award 2010 nominerades Jesse Tyler Ferguson och Ty Burrell till "Outstanding Supporting Actor In A Comedy Series", Julie Bowen och Sofia Vergara till "Outstanding Supporting Actress In A Comedy Series", Fred Willard till "Outstanding Guest Actor In A Comedy Series" och Eric Stonestreet vann "Outstanding Supporting Actor In A Comedy Series", Steven Levitan vann "Outstanding Comedy Series" som också tillsammans med Brian R. Harman och Dean Okrand vann "Outstanding Sound Mixing For A Comedy Or Drama Series (Half-Hour) And Animation", Steven Levitan och Christopher Lloyd vann "Outstanding Writing for a Comedy Series".
På Primetime Emmy Award 2011 vann Julie Bowen och Ty Burrell både "Outstanding Supporting Actress" och "Actor in A Comedy Series". Sofía Vergara, Jesse Tyler Ferguson, Ed O'Neill och Eric Stonestreet var också nominerad till priset. Michael Alan Spiller vann för avsnittet Halloween priset för "Outstanding Directing For A Comedy Series". Steven Levitan och Jeffrey Richman vann för avsnittet "Caught In The Act" priset "Outstanding Writing For A Comedy Series". Hela serien vann också priset som Outstanding Comedy Series. Serien fick en Golden Globe 2012 för "Best Television Series - Comedy Or Musical".

## Rollista

### Familjen Delgado–Pritchett
- Ed O'Neill - Jay Pritchett
- Rico Rodriguez - Manny Delgado
- Sofía Vergara - Gloria Delgado Pritchett
- Jeremy Maguire - Joe Pritchett

### Familjen Dunphy
- Ariel Winter - Alex Dunphy
- Julie Bowen - Claire Dunphy
- Nolan Gould - Luke Dunphy
- Sarah Hyland - Haley Dunphy
- Ty Burrell - Phil Dunphy

### Familjen Pritchett-Tucker
- Eric Stonestreet - Cameron Tucker
- Jesse Tyler Ferguson - Mitchell Pritchett
- Jaden*, Ella Hiller* Aubrey Anderson-Emmons - Lily Pritchett-Tucker. *Jaden och Ella Hiller spelade Lilly som bebis i säsong 1 och 2.

### Övriga rollfigurer
- Shelley Long - DeDe Pritchett
- Fred Willard - Phil Dunphys far
- Benjamin Bratt - Javier Delgado
- Reid Ewing - Dylan
- Suzy Nakamura - Dr. Miura
- Nathan Lane - Pepper

### Gästskådespelare
- 2010 Benjamin Bratt som Javier.
- 2010 Judy Greer som Denise.
- 2010 Celia Weston som Cams mamma.
- 2011 James Marsden som Barry.
- 2012 Benjamin Bratt som Javier.
- 2012 Greg Kinnear som Tad.
- 2012 Ellen Barkin som fastighetsmäklare.
- 2012 Stephanie Faracy som Dottie.
- 2012 Joe Adler som Aidan.
- 2012 Drew Powell som polis.
- 2013 Justine Bateman som framtida Hayley.
- 2013 Benjamin Bratt som Javier.
- 2013 Celia Weston som Cams mamma.
- 2014 Jane Krakowski som dr Donna.
- 2014 Leslie Grossman som Katie.
- Andrew Borba - Mr. Balaban
- Brian T. Finney - Scott
- Brandy Ledford - Desiree
- Chazz Palminteri - Shorty
- Edward Norton - Izzy LaFontaine
- Elizabeth Banks - Sal
- Jeremy Scott Johnson - Andrew
- Judy Greer - Denise
- Kristen Schaal - Whitney
- Margo Harshman - Jungle Tania
- Kaitlyn Dever - Bianca
- Mo Collins - Denise

### Övriga källor
- Modern Family episode guide